# Municipio de Henderson (condado de Jefferson)
El municipio de Henderson (en inglés: Henderson Township) es un municipio ubicado en el condado de Jefferson en el estado estadounidense de Pensilvania. En el año 2000 tenía una población de 1.727 habitantes y una densidad poblacional de 30.3 personas por km².

## Geografía
El municipio de Henderson se encuentra ubicado en las coordenadas 40°59′00″N 78°52′59″O / 40.98333, -78.88306.

## Demografía
Según la Oficina del Censo en 2000 los ingresos medios por hogar en la localidad eran de $31,625 y los ingresos medios por familia eran de $33,869. Los hombres tenían unos ingresos medios de $29,643 frente a los $20,119 para las mujeres. La renta per cápita de la localidad era de $12,716. Alrededor del 22,8% de la población estaba por debajo del umbral de pobreza.